# حمله کاخ ریاست‌جمهوری افغانستان ۱۳۹۲
حمله کاخ ریاست‌جمهوری افغانستان در ۴ تیر ۱۳۹۲ در یک منطقه بسیار امنیتی در کابل به وقوع پیوست. گفته می‌شود طالبان این حمله را انجام داده‌اند.
در این حمله مقر سیا ایالات متحده در افغانستان نیز توسط دو آر پی جی مورد اصابت قرار گرفت.